# Kevin Zapata
Kevin Zapata Woodhouse (Ciudad de México, México, 22 de mayo de 1990) es un futbolista mexicano que jugó para el equipo de Atlante de la Liga MX.

## Clubes
| Club       | País   | Año           |
| ---------- | ------ | ------------- |
| Mérida FC  | México | 2010 - 2011   |
| Puebla FC  | México | 2011 -2012    |
| Atlante FC | México | 2013-presente |